# Жертви на Виетнамската война
Оценка за броя на жертвите, избити косвено или пряко по време на Виетнамската война (1960 – 1975).

## Северен Виетнам
Виетнамска народна армия и Виет Конг
- ~900 000 убити и/или изчезнали

Цивилни
- най-малко 500 000 убити от съюзнически бомбардировки

## Южен Виетнам
Армия на Южен Виетнам
- ~1 100 000 убити и/или изчезнали

Цивилни от Южен Виетнам
- от 1 000 000 до 2 500 000 убити и/или умрели от глад, рани, болести, приятелски огън и т.н.
- 1 150 000 засегнати от американски химически оръжия; числото включва 500 000 загинали от отравянията, както и наследствени малформации.[1]

Сили на САЩ
- 128 000 ранени
- 213 убити от подчинени
- 58 238 убити
- 14 000 изчезнали по време на битка
- >50 000 самоубили се от 1975 г. насам

## Камбоджа
Цивилни
- 600 000 до 1975

## Лаос
Цивилни
- 50 000